# Gladys Musyoki
Gladys Musyoki (* 30. November 1994 in Machakos) ist eine kenianische Leichtathletin, die sich auf den Sprint spezialisiert hat, aber auch in anderen Disziplinen an den Start geht.

## Sportliche Laufbahn
Erste internationale Erfahrungen sammelte Gladys Musyoki im Jahr 2010, als sie bei den Afrikameisterschaften in Nairobi im Dreisprung ohne einen gültigen Versuch blieb. 2014 nahm sie erstmals an den Commonwealth Games in Glasgow teil und schied dort mit 6,04 s in der Weitsprungqualifikation aus. Anschließend belegte sie bei den Afrikameisterschaften in Marrakesch mit 6,09 m den achten Platz im Weitsprung. 2018 startete sie erneut bei den Commonwealth Games im australischen Gold Coast teil und gelangte dort im 400-Meter-Lauf bis in das Halbfinale, in dem sie mit 54,40 s ausschied, während sie über 200 Meter mit 24,94 s im Vorlauf scheiterte. Bei den IAAF World Relays 2019 in Yokohama belegte sie in 3:43,01 min den achten Platz im B-Finale mit der kenianischen 4-mal-400-Meter-Staffel. Ende September startete sie in der Mixed-Staffel bei den Weltmeisterschaften in Doha, verpasste dort aber mit 3:17,09 min den Finaleinzug. Bei den World Athletics Relays 2021 im polnischen Chorzów schied sie mit der 4-mal-400-Meter-Staffel mit 3:39,34 min im Vorlauf aus.
In den Jahren 2011 und 2014 wurde Musyoki kenianische Meisterin im Dreisprung sowie 2013 und 2014 auch im Weitsprung.

## Persönliche Bestzeiten
- 200 Meter: 24,94 s (−0,9 m/s), 10. April 2018 in Gold Coast
- 400 Meter: 52,89 s, 13. September 2019 in Nairobi
- Weitsprung: 6,12 m, 20. Juni 2013 in Nairobi
- Dreisprung: 12,98 m, 6. Juni 2014 in Nairobi